# R. Tucker Abbott
Robert Tucker Abbott, genannt Tucker Abbott, (* 28. September 1919 in Watertown, Massachusetts; † 3. November 1995) war ein US-amerikanischer Malakologe, bekannt für zahlreiche Bücher über Schnecken und Muscheln.

## Leben
Abbott sammelte schon als Jugendlicher in Cape Cod und auf den Bahamas (wo Verwandte wohnten) Meeresschnecken und Muscheln. Er wuchs in Toronto auf und studierte in Harvard bei dem Malakologen William J. Clench und beide gründeten 1941 (als Abbott noch Student war) eine Zeitschrift für Mollusken des Westatlantik (Johnsonia). Im Zweiten Weltkrieg war er Sturzkampfbomberpilot der Navy im Pazifik und dann bei einer Forschungseinheit, die dem Lebenszyklus des Billharzioseerregers nachging, für den er eine Süßwasserschnecke (Oncomelania) als Wirt ausmachte. Ab 1944 war er Assistant Curator und später Associate Curator für Mollusken an der Smithsonian Institution in Washington D. C., während er gleichzeitig sein Studium an der George Washington University abschloss und dort promoviert wurde. 1954 erhielt er den Pilsbry-Lehrstuhl für Malakologie an der Academy of Natural Sciences in Philadelphia. Er gründete 1959 die Zeitschrift Indo-Pacific Mollusca und wurde Mit-Herausgeber von The Nautilus (1971 Chef-Herausgeber). 1959 wurde er Präsident der American Malacological Union. 1969 ging er an das vom Milliardär und Sammler John Eleuthère du Pont gegründete Delaware Museum als Du Pont Professor für Malakologie. 1976 zog er sich zurück (es kam zu Differenzen mit du Pont wegen seiner ausgedehnten Tätigkeit als Publizist) und zog nach Melbourne in Florida, wo er sich der Publikation seiner Bücher widmete und Vorträge vor Sammlern hielt. Zuletzt war er wesentlich an der Gründung des Bailey-Matthews Shell Museum auf Sanibel Island beteiligt, das wenige Wochen nach seinem Tod 1995 eröffnete. Er liegt auf dem Nationalfriedhof Arlington begraben.
1973 gründete er seinen eigenen Verlag American Malacologists.

## Schriften
- Introducing Sea Shells 1955
- How to know American marine shells 1961
- Van Nostrands Standard Catalogue of Shells 1964
- American Seashells, 2. Auflage, Van Nostrand 1974
- mit Herbert S. Zim: Seashells of the World, Golden Guide 1962
- mit Hugh Stix, Marguerite Stix: The Shell: Five hundred million years of inspired design, Abrams 1972
- The Kingdom of the Seashell, Crown Publishers 1972
- mit Percy A. Morris: A Field Guide to Shells of the Atlantic and Gulf Coasts and the West Indies, Peterson Field Guide Series 1995
- mit Mary Elizabeth Young: American Malacologists: A national register of professional and amateur malacologists and private shell collectors and biographies of early American mollusk workers born between 1618 and 1900,  Falls Church, Virginia: American Malacologists 1973 (Supplement 1975)